# Кевин Холанд
Кевин Алън Холанд (роден на 5 ноември 1992 г.) е американски професионален майстор на смесени бойни изкуства. В момента се състезава в полутежка категория за Ultimate Fighting Championship (UFC). Професионалист от 2015 г., Холанд също се състезава за Белатор MMA, King of the Cage и Legacy Fighting Alliance.

## Биография
Холанд е роден в Ривърсайд, Калифорния и е отгледан предимно от баба и дядо си в Ранчо Кукамонга и Онтарио. Майка му е влизала и излизала от затвора, докато баща му е бил затворен през целия живот на Холанд. Холанд посещава гимназията в Лос Осос и колежа Чафи. Холанд започва да тренира бойни изкуства, когато е на 16 години и е фен на Джордж Сейнт Пиер. Привлечен е към UFC от първия път, когато наблюдава шоуто, което се случва на UFC 100, на гости на баща си във Филаделфия.